# Heinrich Adolph Schrader
Heinrich Adolph (Adolf) Schrader (n. 1 ianuarie 1767, Alfeld pe lângă Hildesheim – d.  22 octombrie 1836, Göttingen) a fost un profesor universitar german, medic, în primul rând botanist, dar, de asemenea, briolog și micolog. Abrevierea numelui său în cărți științifice este Schrad..

## Biografie
Nu numai părinții lui Schrader au prevăzut un studiu științific pentru fiul lor, ci și tânărul Heinrich a urmărit acest drum din propria sa motivație. După ce a absolvit liceul din Hildesheim, s-a înscris, în 1789, la Universitatea Georg-August din Göttingen pentru a studia medicina, unde și-a luat doctoratul în 1795. Doi ani mai târziu a primit titlul unui consilier medicinal princiar și a fost autorizat la scurt timp după aceea ca lector privat. În 1803 a primit o profesie extraordinară în facultatea de medicină a universității și, în același timp, direcția grădinii botanice de acolo, unii spun din cauza intrigilor ale botanistului Johannes Flügge (1775-1816) și chimistului Friedrich Stromeyer (1776-1835) care au vrut să-l instaleze pe prietenul lor Schrader drept șef al grădinii botanice în loc de Georg Franz Hoffmann, dar, de fapt, grădina botanică de la Göttingen a fost destul de decăzutä sub predecesorul lui Schrader și el îmbunătățit-o semnificativ prin faptul că a extins-o atât pe plan spațial, cât și prin creșterea materialul vegetal în ea, făcând-o accesibilă pentru utilizarea științifică prin determinare sigură și echipament adecvat. În 1809 a fost promovat profesor titular și doi ani mai târziu a preluat și conducerea grădinii economice.
În perioada 1799-1803 a fost redactor al Journal für die Botanik „Jurnalului pentru botanică” și din 1806-1810 al Neues Journal für die Botanik” cu extracte din lucrări străine, referințe și corespondențe din literatura de specialitate care poate fi considerată predecesorul revistei Flora fondată în 1818. În 1804, Schrader a fost ales membru cu drepturi depline Academiei de Științe din Göttingen, iar în 1812 membru corespondent al Academiei Regale Prusace de Științe precum în 1815 al Academiei Regale Suedeze de Științe. În sfârșit, în 1820, a fost numit membru cu toate drepturile al Academiei Leopoldine.
Lucrările științifice ale lui Schrader sunt de găsit aproape toate în domeniul botanicii sistematice, fiind parțial descrieri de întregi domenii ale florei, asociate de tratate nu rar critice despre specii, genuri și grupuri de plante complicate. Toate sunt caracterizate de cercetări conștiincioase și cunoștințe extinse, dar, din păcate, au rămas deseori neterminate din cauza străduinței autorului pentru o aprofundare tot mai mare. Astfel de exemplu, în 1794, a publicat prima parte a Spicilegium Florae germanicae, cu patru plăci colorate care însă nu a mai fost continuată vreodată. Savantul a scris în continuare multe lucrări descriptive, parțial despre plante din Germania și parțial despre cele din țări îndepărtate. Printre aceste s-au numărat câteva opere mai mari, cu desene făcute de el precum pagini colorate de Johann Christoph Wendland (1755-1828), de exemplu "Sertum Hannoveranum, seu planta rariores, quae in hortis regiis Hannoverae vicinis coluntur", un folio cu 24 de plăci colorate în patru fascicule (1795-98) și Nova genera plantarum (1797), un folio cu șase plăci. Pe baza studiilor sale asupra criptogamelor a publicat Systematische Sammlung Cryptogamischer Gewächse („Colecția sistematică de plante criptogamice”), un folio cu 16 plăci colorate, fiind una dintre primele colecții vândute în 1796 și 1797 în două livrări, formată din 174 de specii.

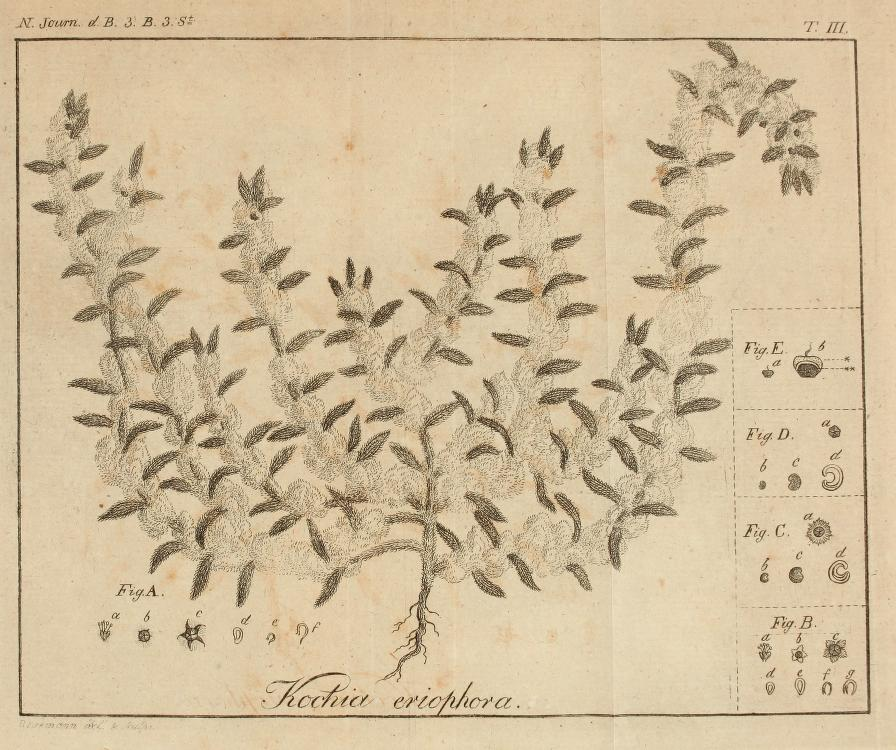
Schrad: Kochia eriophora

În secolul al XIX-lea au urmat Flora germanica (1806), o lucrare clasică a vremii sale, distinsă prin descrieri detaliate, dar Schrader a ajuns doar până la a treia clasă a sistemului linean în singurul volum publicat; apoi primul volum al Hortus Gottingensis, sive plantae novae et rariores horti regii botanici Gottingensis (1809) și Genera nonnulla plantarum emendata et observantionibus illustrata (1809), cu cinci plăci din același an. O operă târzie a fost "Analecta ad Floram Capensem" (1832), în care s-a preocupat cu familia de plante  "Cyperaceae" din regiune cu un total de 49 de specii, dintre care 21 sunt prezentate și analizate integral sau parțial pe cele patru plăci atașate.
Ce nu se știe pretutindeni, savantul sa- preocupat și cu micologia. Astfel a determinat numele binomial Agaricus mucidus în lucrarea sa Spicilegium florae germanicae din 1794 (transferat de compatriotul său Franz Xaver Rudolf cavaler von Höhnel la genul Oudemansiella sub păstrarea epitetul în 1910) sau Agaricus pubescens (transferat în 1838 de Elias Magnus Fries la genul Lactarius sub păstrarea epitetului) în aceiași carte. Mai departe a fost primul care a descris specia Mycena galopus drept Agaricus lactescens tot în Spicilegium florae germanicae din 1794.
După patruzeci de ani de predare la Georgia Augusta și mai bine de treizeci de ani în funcția de șef al institutelor botanice aflate sub comanda sa, Schrader, în vârstă de aproape șaptezeci de ani, a decis să-și continue o viață savantă și retrasă dedicată științei și a intrat la pensie, dar nu a am ai avut prilejul de a verifica planurile sale, decedând la 22 octombrie 1836 în casa lui din Göttingen.
Referințe pentru articol:

## Plante și ciuperci descrise de Schrader (selecție mică)
| - Acroglochin, gen, Schrad., 1822 (Amaranthaceae) - Cephalaria, gen, Schrad. ex Roem. & Schult. (1818) (Caprifoliaceae) - Citrullus, gen, Schrad. ex Eckl. & Zeyh., 1836 (Cucurbitaceae) - Corynandra, gen, Schrad. ex Spreng., 1827 (Cleomaceae) - Cyclanthera, gen, 1831 (Cucurbitaceae) - Ficinia, gen, 1832 (Cyperaceae) - Perymenium, gen, Schrad., 1830 (Asteraceae) - Schizocarpum, gen, Schrad., 1830 (Cucurbitaceae) - Sicyoeae, gen, Schrad. publ. 1831 (Cucurbitaceae) - Streptochaeta, gen, Schrad. ex Nees, 1829 (Poaceae) - Wahlenbergia, gen, Schrad. ex Roth, 1821 (Campanulaceae) - Allium strictum Schrad., 1809 (Amaryllidaceae) - Anemia rotundifolia Schrad., 1824 (Anemiaceae) | - Bassia eriophora (Schrad.) Asch., 1867 (Amaranthaceae) - Cephalaria alpina (L.) Schrad. ex Roem. & Schult., 1818 (Caprifoliaceae) - Cephalaria coriacea (Willd.) Schrad., 1814 (Caprifoliaceae) - Cephalaria laevigata (Waldst. & Kit.) Schrad., 1814 (Caprifoliaceae) - Cephalaria leucantha (L.) Schrad. ex Roem. & Schult., 1818 (Caprifoliaceae) - Cephalaria rigida (L.) Schrad., 1814 (Caprifoliaceae) - Cephalaria syriaca (L.) Schrad., 1814 (Caprifoliaceae) - Chenopodium chilense Schrad., 1832 (Amaranthaceae) - Chenopodium hircinum Schrad., 1833 (Amaranthaceae) - Citrullus colocynthis (L.) Schrad., 1838 (Cucurbitaceae) - Cyathula uncinulata (Schrad.) Schinz, 1932 (Amaranthaceae) - Cyclanthera pedata (L.) Schrad., 1831 (Cucurbitaceae) - Cyperus albostriatus Schrad., 1832 (Cyperaceae) | - Dicranum undulatum Schrad. ex Brid., 1801 (Cyperaceae) - Echinops exaltatus Schrad. 1818 (Asteraceae) - Helianthus maximilianii Schrad., 1834 (Asteraceae) - Kochia sedoides (L.) Schrad., 1809 (Amaranthaceae) - Lactarius pubescens Schrad. Fr., 1838 (Russulaceae) - Lepidium densiflorum Schrad., 1832 (Brassicaceae) - Oudemansiella mucida (Schrad.) Hohn., 1910 (Physalacriaceae) - Perymenium discolor Schrad., 1830 (Asteraceae) - Salsola erubescens Schrad., 1834 (Amaranthaceae) - Salsola foliosa (L.) Schrad. ex Schult., 1820 (Amaranthaceae) - Schizocarpum filiforme Schrad., 1830 (Cucurbitaceae) - Streptochaeta spicata Schrad. ex Nees 1829 (Poaceae) - Verbascum banaticum Schrad., 1823 (Scrophulariaceae) |

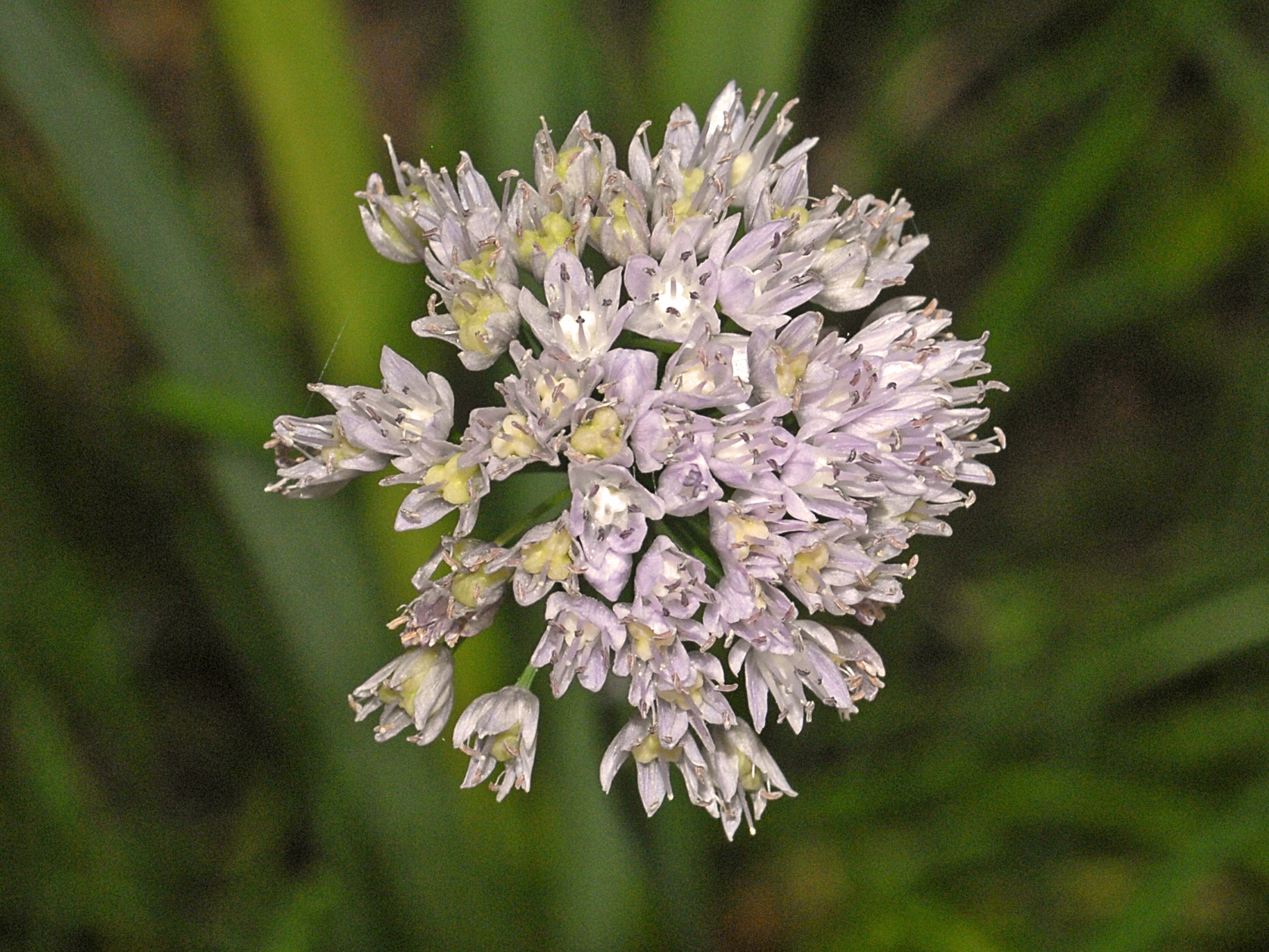
Allium strictum
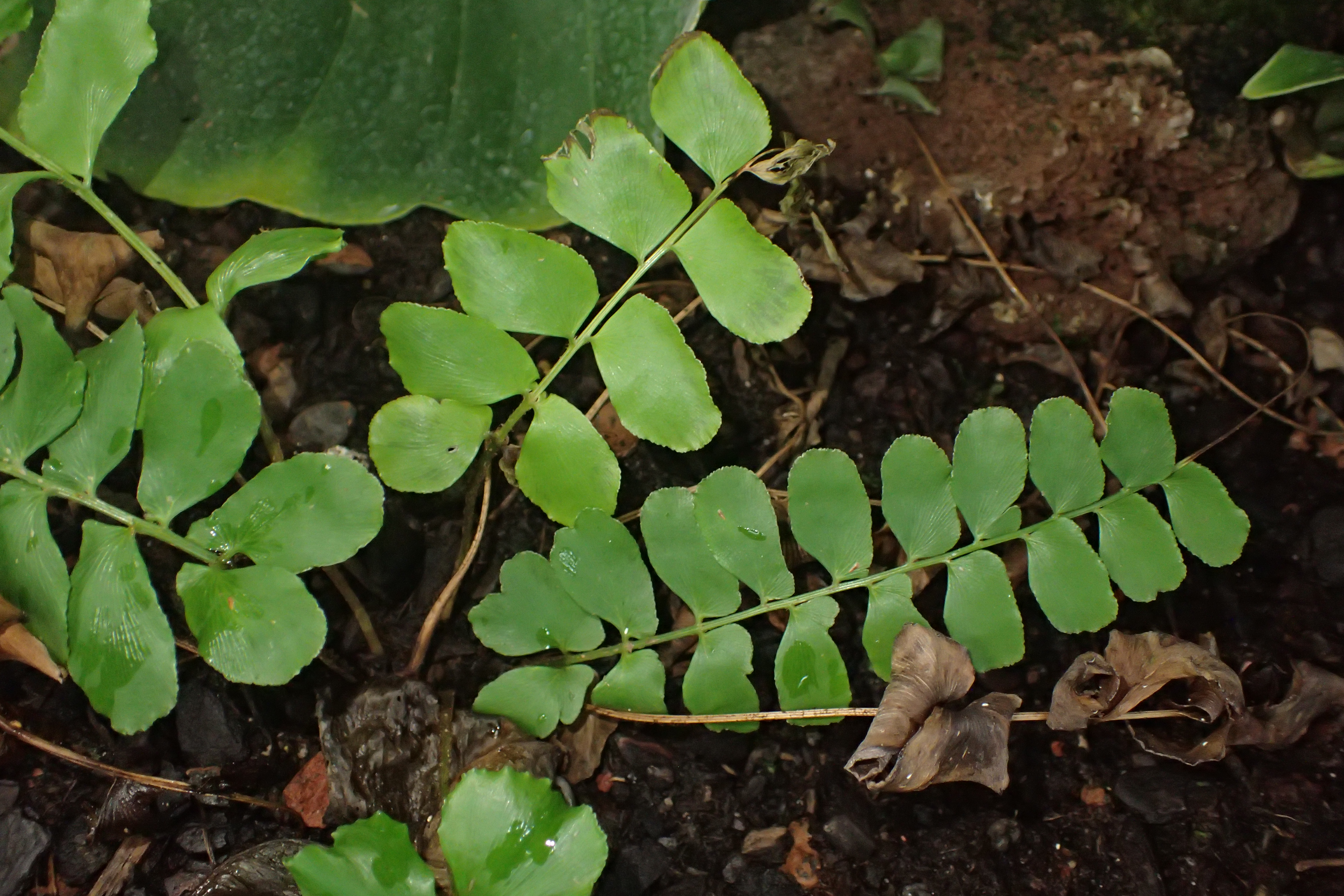
Anemia rotundifolia]
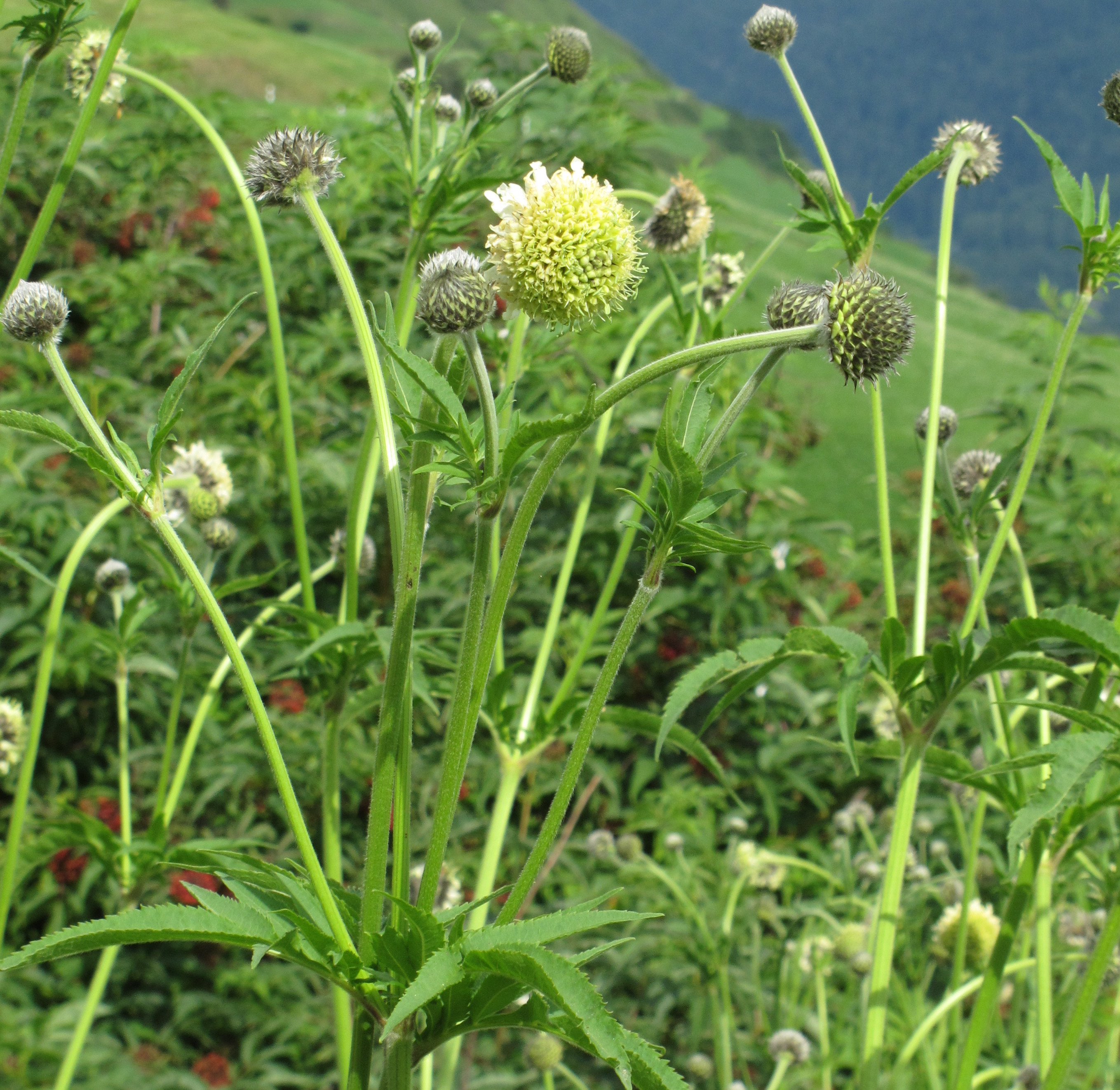
Cephalaria alpina
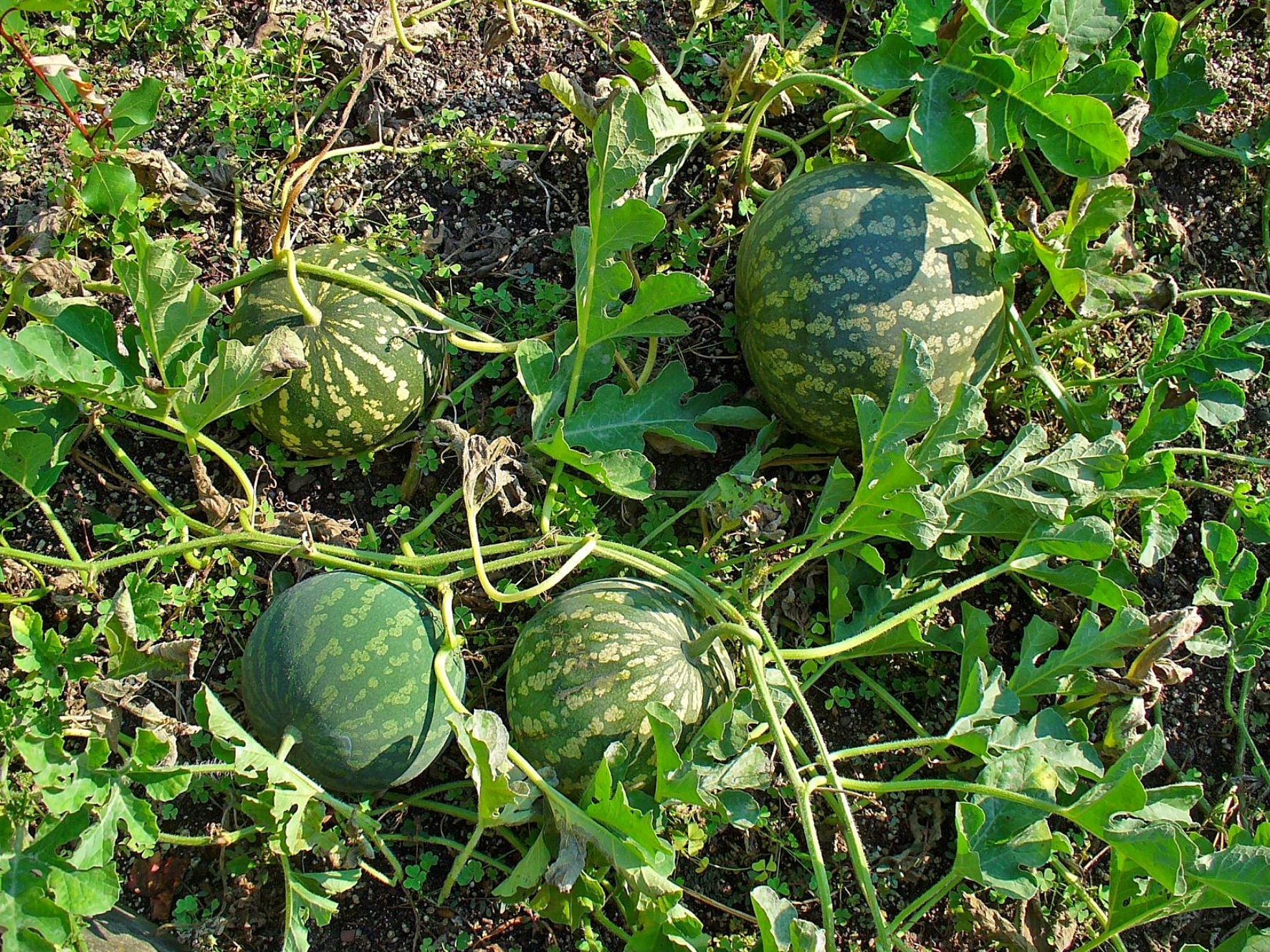
Citrullus colocynthis
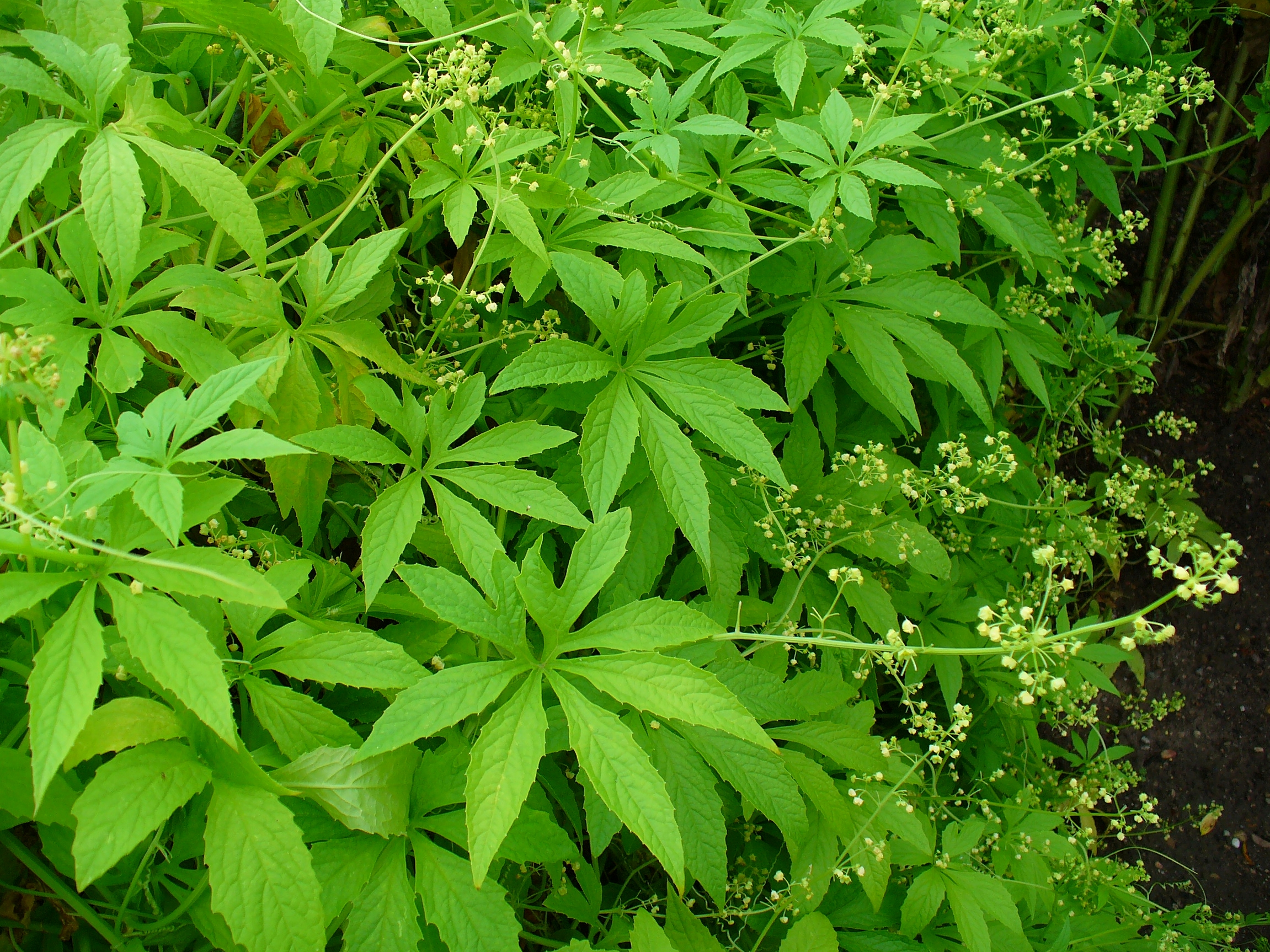
Cyclanthera pedata
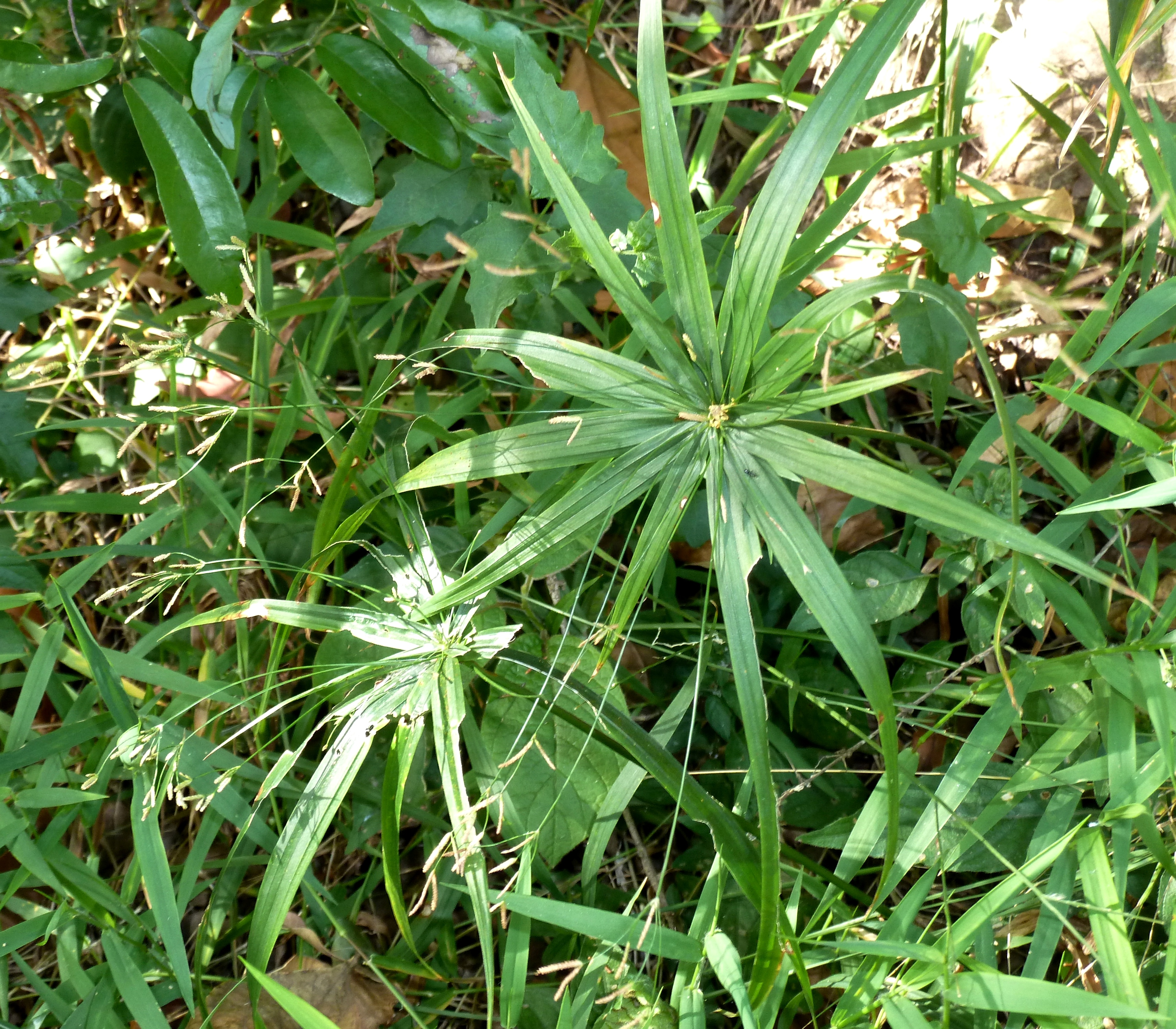
Cyperus albostriatus
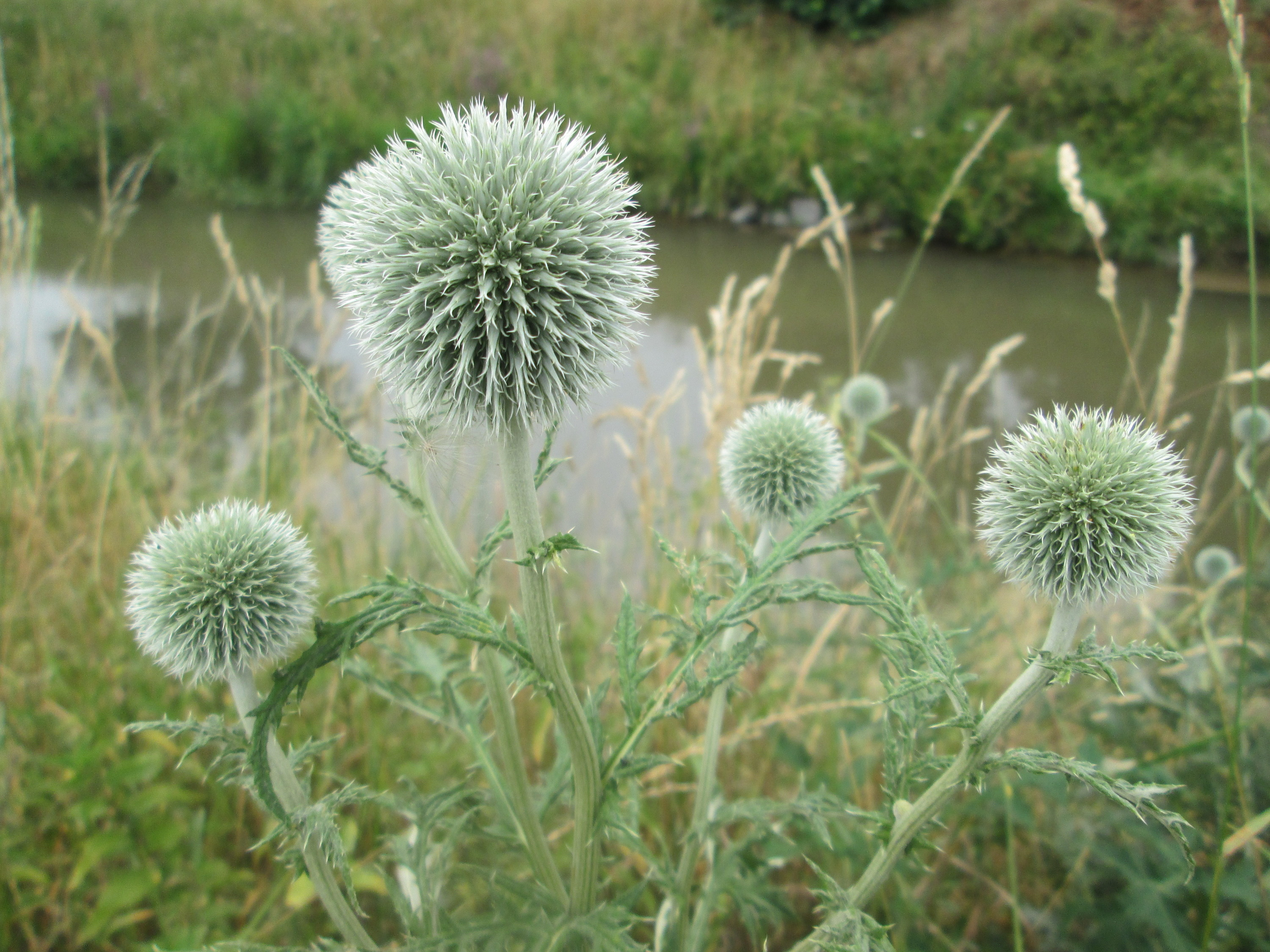
Echinops exaltatus
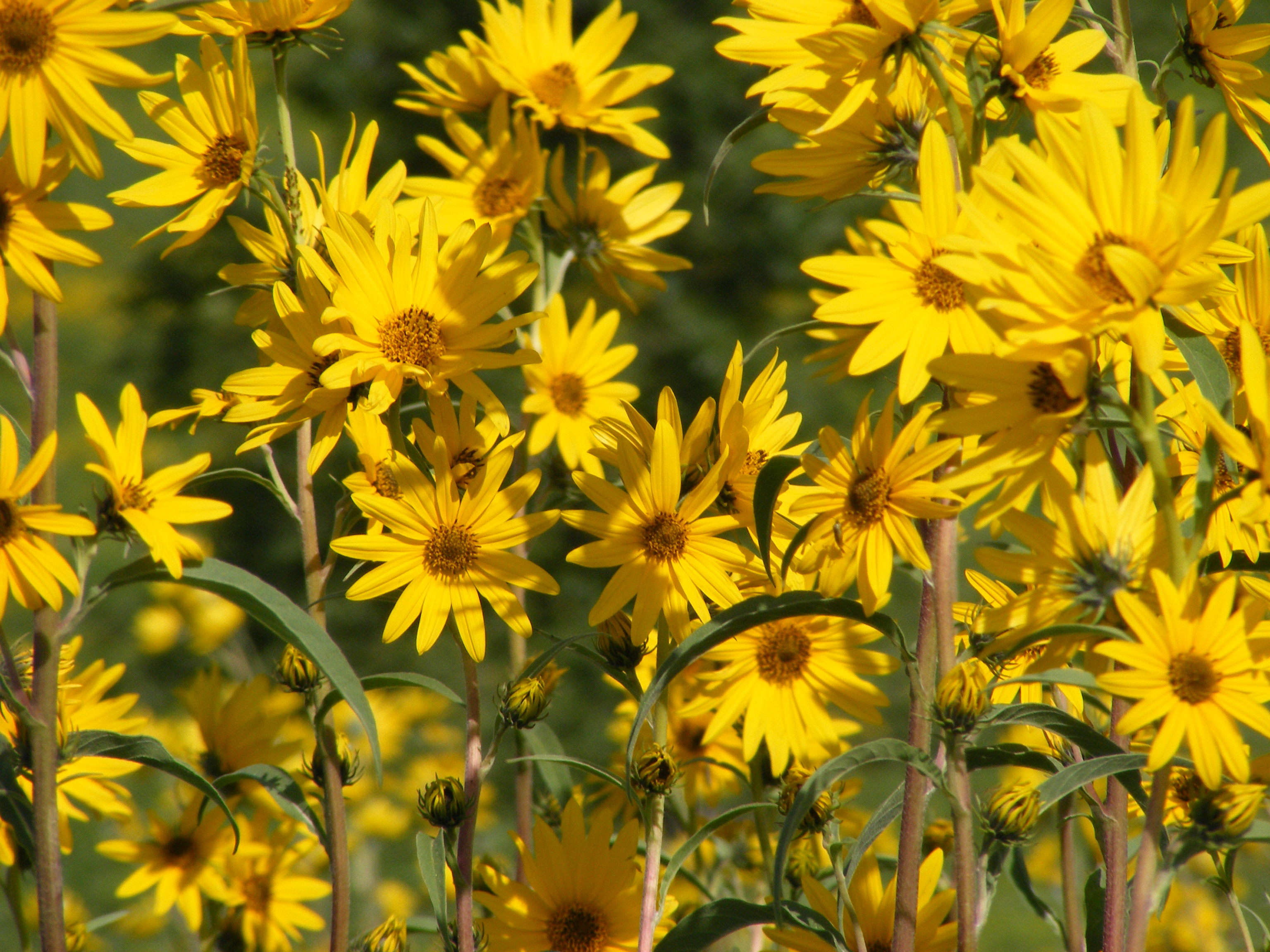
Helianthus maximiliani
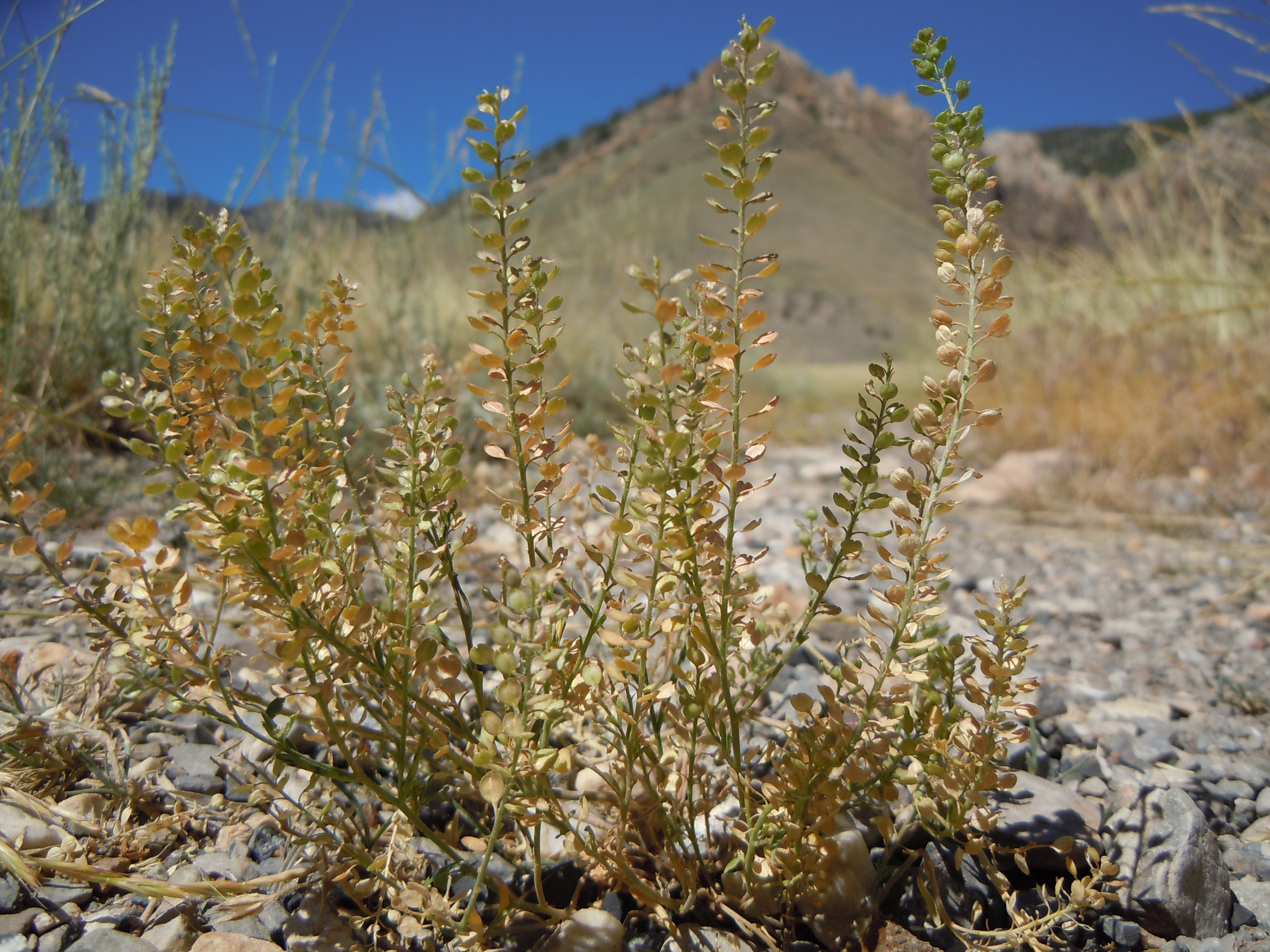
Lepidium densiflorum
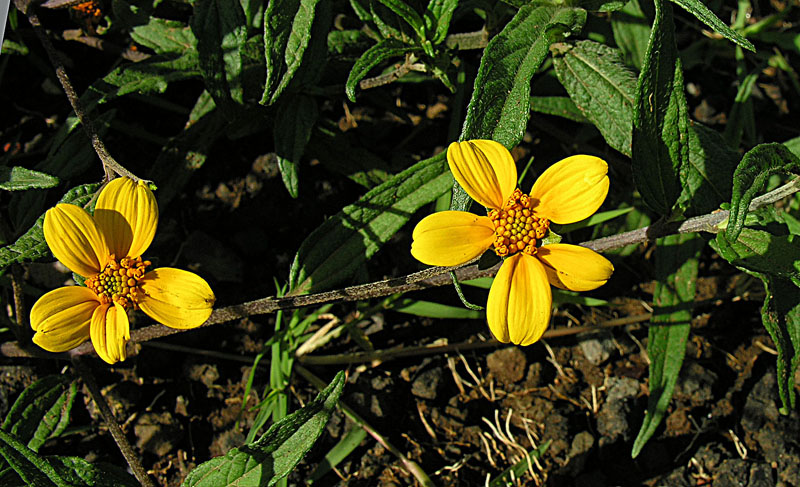
Perymenium discolor

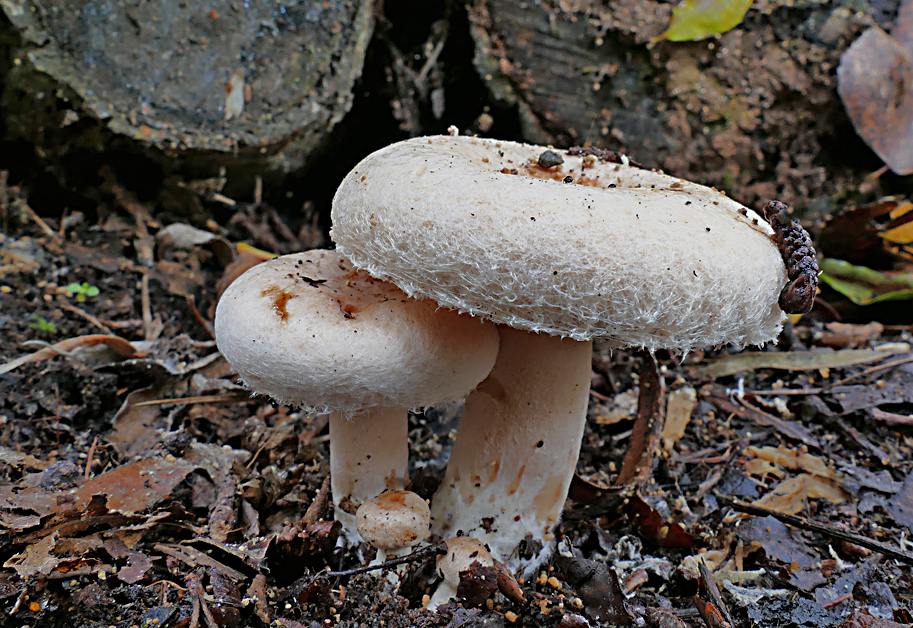
Lactarius pubescens
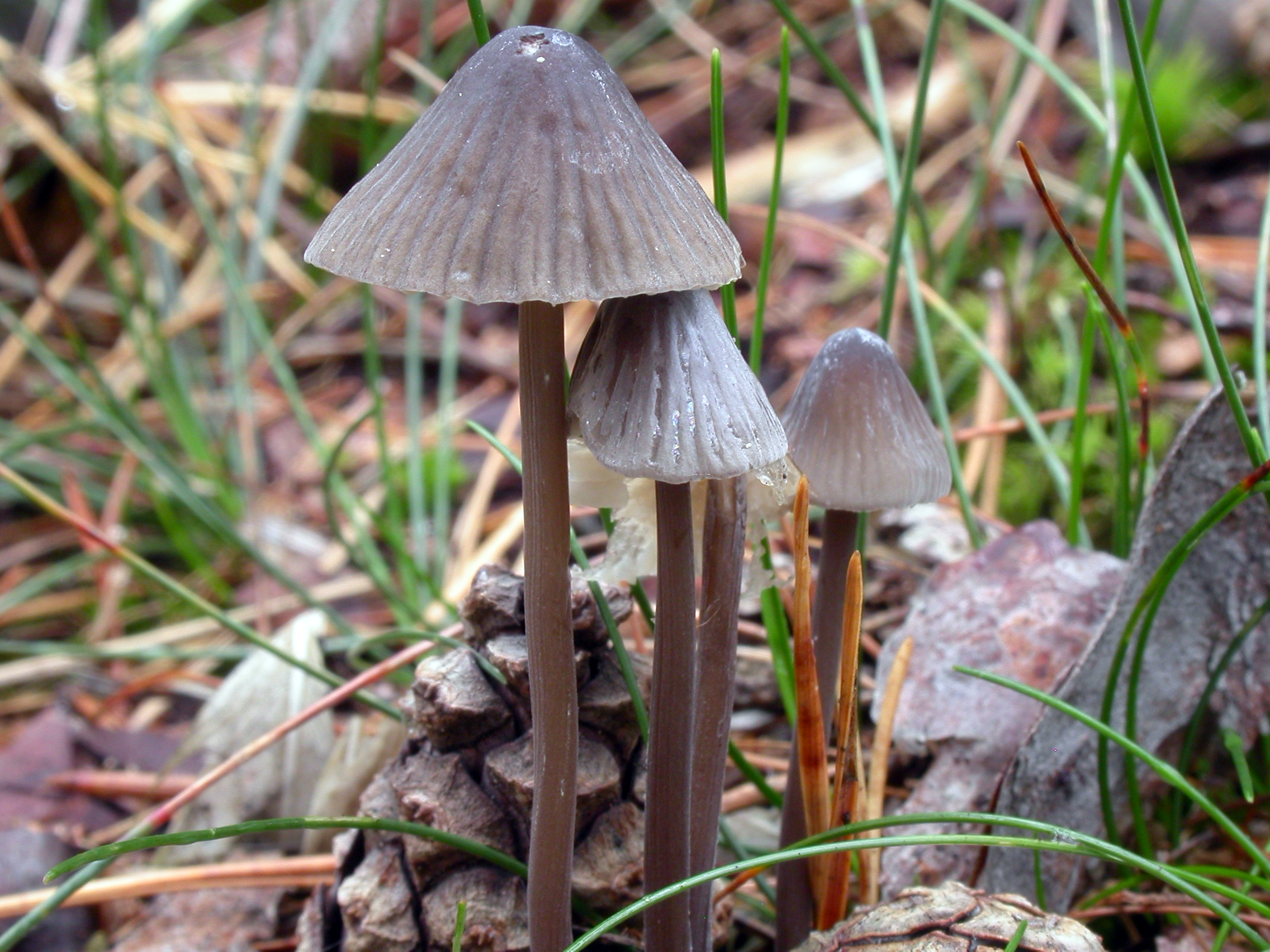
Mycena galopus
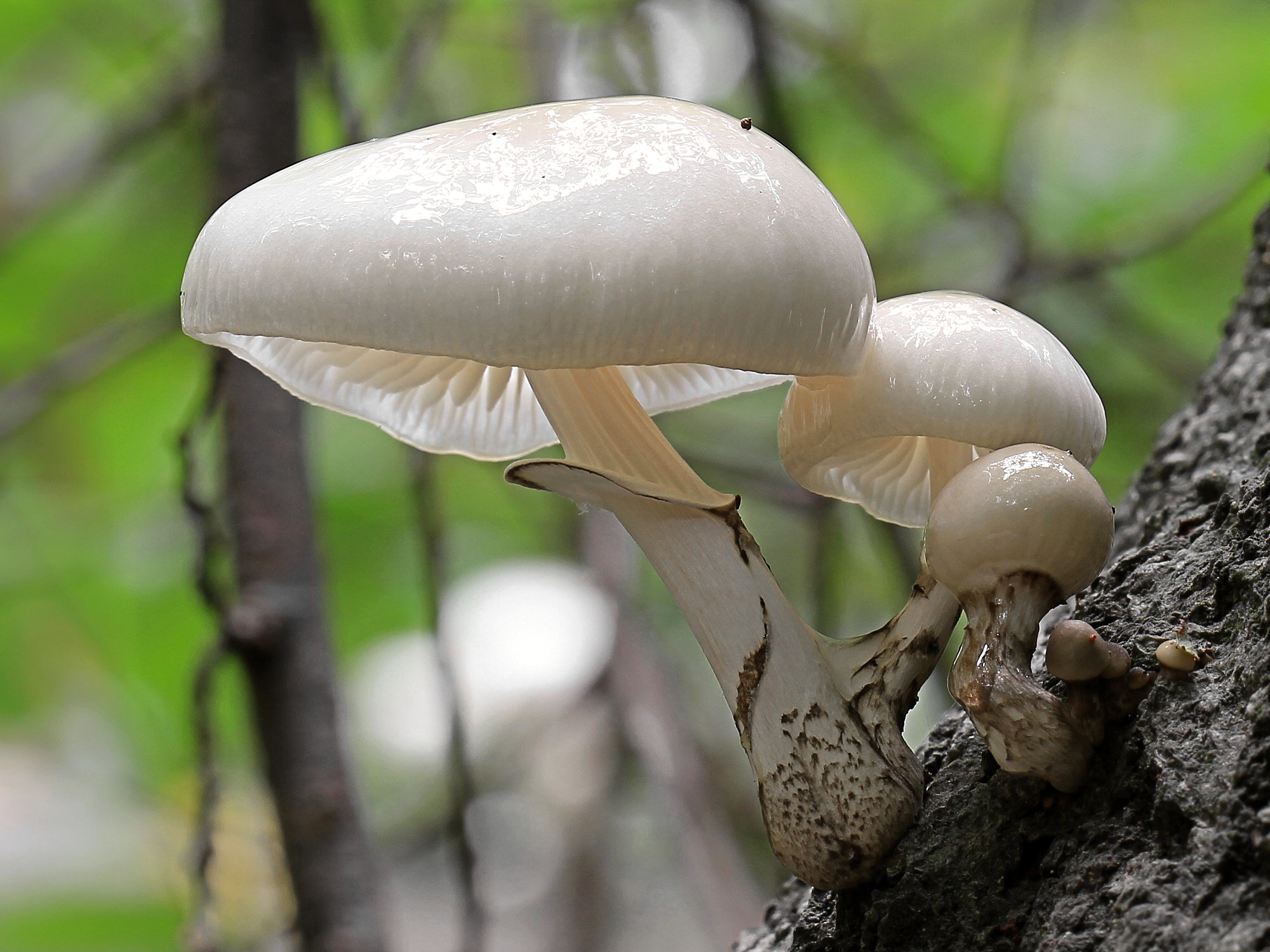
Oudemansiella mucida

## Onoruri

### Membru în societăți științifice
- Academia de Științe din Göttingen (1804)
- Academia Regală Prusacă de Științe (1812)
- Academia Regală Suedeză de Științe (1815)
- Academia Leopoldină (1820)

### Genuri și specii dedicate lui Schrader
- Schradera, gen, Vahl (1797) cu 53 specii (Rubiaceae)
- Schraderanthus, gen, Averett (2009) cu 1 specie (Solanaceae)
- Schraderella, gen, Müll.Hal. (1855) cu 2 specii (Sematophyllaceae), un mușchi
- Schraderobryum, gen, M.Fleisch (2005) cu 3 specii (Sematophyllaceae), un mușchi

## Publicații (selecție)

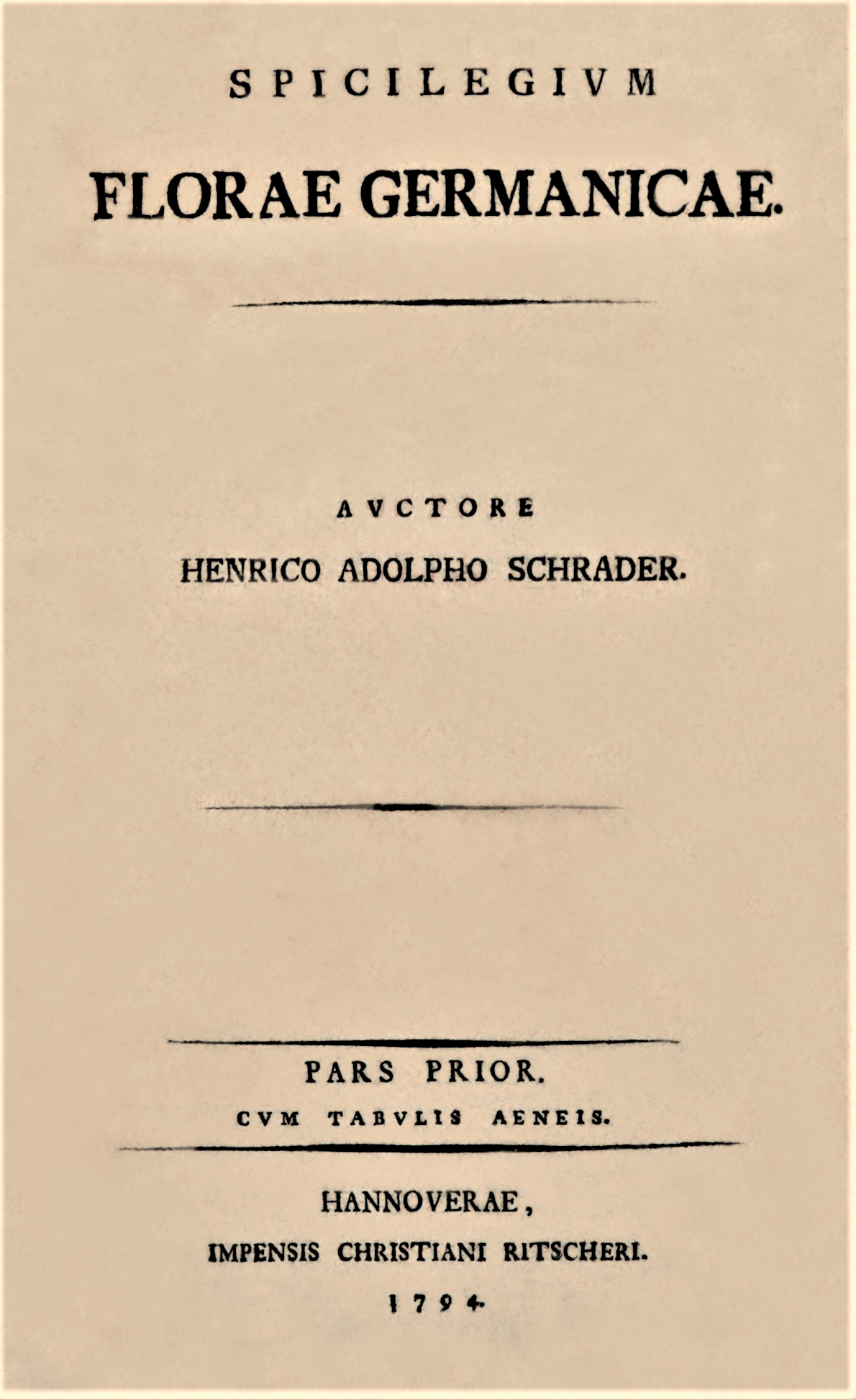
Spicilegium florae germanicae

- Spicilegium Florae germanicae, vol. 1, Editura Christian Ritscher, Hanovra 1794
- Sertum Hannoveranum, seu planta rariores, quae in hortis regiis Hannoverae vicinis coluntur; Editura Vandenhoek und Ruprecht, Göttingen 1795-98
- Systematische Sammlung Cryptogamischer Gewächse, Editura Johann Christian Dieterich, Göttingen 1796-98
- Revision der Gattung Usnea în: Hoffmann’s Flora Deutschlands, partea a 2-a, Göttingen 1799
- Commentatio super Veronicis spicatis Linnaei, editor necunoscut, Göttingen 1803
- Flora germanica, vol. 1, Editura Johann Christian Dieterich, Göttingen 1806
- Hortus Gottingensis, sive plantae novae et rariores horti regii botanici Gottingensis, Editura Johann Christian Dieterich, Göttingen 1809
- Genera nonnulla plantarum emendata et observationibus illustrata, Editura Johann Christian Dieterich, Göttingen 1809
- De Halophytis Pallassii, respectu imprimis ad Salsolam et Suaedam habito commentatio, Editura Johann Christian Dieterich, Göttingen 1810
- Monographia generis Verbasci, în 2 secții, Editura H. Dieterich, Göttingen 1813-1823
- De Asperifoliis Linnaei commentatio Editura H. Dieterich, Göttingen 1820
- Blumenbachia, novum e Loasearum familia genus, adjectis observationibus super nonnullis aliis rarioribus aut minus cognitis plantis Editura Ludwig Oehmigke, Berlin 1827
- Analecta ad Floram Capensem, Editura H. Dieterich, Göttingen 1832
- Reliquiae Schraderianae, în: Linnaea, vol. 12, 1838, postum